# محله قدیمی ایرانشهر
محله قدیمی ایرانشهر مربوط به دوره قاجار است و در ایرانشهر، خیابان امام خمینی (ره) واقع شده و این اثر در تاریخ ۵ دی ۱۳۷۵ با شمارهٔ ثبت ۱۸۲۰ به‌عنوان یکی از آثار ملی ایران به ثبت رسیده است.